# Lista dzieł Arnolda Schönberga
Lista dzieł Arnolda Schönberga

## Utworyopusowane
- op. 1 Dwie pieśni na baryton i fortepian do słów Karla von Levetzowa, 1898
- op. 2 Cztery pieśni na głos i fortepian do słów R. Dehmela (1.-3., 1899) i J. Schlafa (4., 1900)
- op. 3 Sześć pieśni na głos średni i fortepian do słów różnych autorów:
  1. Wie Georg von Frundsberg von sich selber sang (z Des Knaben Wunderhorn, 1903)
  2. Die Aufgeregten (Gottfried Keller, 1903)
  3. Warnung (Richard Dehmel, 1899)
  4. Hochzeitslied (Jens Peter Jacobsen, 1900)
  5. Geübtes Herz (Gottfried Keller, 1903)
  6. Freihold (Hermann Lingg, 1900)
- op. 4 Verklärte Nacht (Rozjaśniona noc) – poemat symfoniczny zainspirowany wierszem Richarda Dehmela o tym samym tytule; sekstet na dwoje skrzypiec, dwie altówki i dwie wiolonczele (1899); także aranżacja na orkiestrę smyczkową (1917/1943)
- op. 5 Peleas i Melizanda, poemat symfoniczny na orkiestrę według dramatu Maurice’a Maeterlincka (1902–1903)
- op. 6 Osiem pieśni na głos i fortepian:
  1. Traumleben (Julius Hart, 1903)
  2. Alles (Richard Dehmel, 1905)
  3. Mädchenlied (Paul Remer, 1905)
  4. Verlassen (Hermann Conradi, 1903)
  5. Ghasel (Gottfried Keller, 1904)
  6. Am Wegrand (John Henry Mackay, 1905)
  7. Lockung (Kurt Aram, 1905)
  8. Der Wanderer (Friedrich Nietzsche, 1905)
- op. 7 I kwartet smyczkowy d-moll (1904–1905)
- op. 8 Sześć pieśni orkiestrowych (1903–1905):
  1. Natur (Heinrich Hart, 1903–1904)
  2. Das Wappenschild (z Des Knaben Wunderhorn, 1903–1904)
  3. Sehnsucht (z Des Knaben Wunderhorn, 1905)
  4. Nie war ich, Herrin, müd...
  5. Voll jener Süße...
  6. Wenn Vöglein klagen... (4.-6.: Petrarka, 1904–1905)
- op. 9 I symfonia kameralna E-dur na piętnaście instrumentów (1906)
  - op. 9b – opracowanie na orkiestrę symfoniczną (1935)
- op. 10 II kwartet smyczkowy fis-moll na kwartet smyczkowy i sopran (tekst: Stefan George, „Litanei” i „Entrückung”; 1907–1908)
- op. 11 Trzy utwory fortepianowe (1909/1924)
- op. 12 Dwie ballady na głos i fortepian (1907):
  1. Jane Grey (Heinrich Ammann)
  2. Der verlorene Haufen (Victor Klemperer)
- op. 13 Friede auf Erden na mieszany chór a cappella do tekstu C.F. Meyera (1907); wersja z towarzyszeniem orkiestry – (1911)
- op. 14 Dwie pieśni na głos i fortepian:
  1. Ich darf nicht dankend... (z Waller im Schnee Stefana Georgego; 1907)
  2. In diesen Wintertagen (Georg Henckel; 1908)
- op. 15 15 Gedichte aus „Das Buch der hängenden Gärten” von Stefan George (15 poezji z „Księgi wiszących ogrodów”; 1908–1909)
- op. 16 Fünf Orchesterstücke (Pięć utworów orkiestrowych; wersja oryginalna na wielką orkiestrę symfoniczną)
  1. wersja oryginalna na wielką orkiestrę symfoniczną, 1909
  2. rewizja wersji oryginalnej (na wielką orkiestrę symf.), 1922
  3. wersja na orkiestrę kameralną, 1920
  4. wersja na zwykłą orkiestrę symfoniczną, 1949
- op. 17 Erwartung (Oczekiwanie), monodram na sopran i orkiestrę w 1 akcie według libretta (?) Marie Pappenheim (1909)
- op. 18 Die glückliche Hand (Szczęśliwa ręka, 1910–1913), dramat z muzyką, na baryton, chór mieszany i orkiestrę
- op. 19 Sześć małych utworów fortepianowych, 1911
- op. 20 Herzgewächse, na wysoki sopran, harfę, czelestę i fisharmonię do tekstu M. Maeterlincka (1911)
- op. 21 Pierrot lunaire (Księżycowy Pierrot), trzyczęściowy cykl 21 melodramatów na głos mówiony z zespołem kameralnym – flet/piccolo, klarnet/klarnet basowy, skrzypce/altówka i wiolonczela – do tekstu Alberta Giraud w tłum. niem. O.E. Hartlebena (1912)
- op. 22 Cztery pieśni na głos i orkiestrę:
  1. Seraphita (Ernest Dowson w tłum. niem. Stefana Georgego; 1913)
  2. Alle welche dich suchen (1914)
  3. Mach mich zum Wächter deiner Weiten (pieśni 2. i 3. z Das Stunden-Buch Rilkego; 1914–1915)
  4. Vorgefühl (z Das Stunden-Buch lub Das Buch der Bilder Rilkego; 1916)
- op. 23 Pięć utworów fortepianowych (1920–1923)
- op. 24 Serenada na klarnet, klarnet basowy, mandolinę, gitarę, skrzypce, altówkę, wiolonczelę i baryton do tekstu Petrarki (1921–1923)
- op. 25 Suite für Klavier (Suita na fortepian, 1921–1923) – pierwszy utwór wykorzystujący technikę dodekafoniczną
- op. 26 Kwintet na flet, obój, klarnet, fagot i waltornię (1923–1924)
- op. 27 Cztery utwory na chór mieszany (1.,2. – Schönberg; 3., 4. z Chińskiego fletu (Die chinesische Flöte) w tłum. niem. Hansa Bethge; 1925)
- op. 28 Trzy satyry na chór mieszany (tekst: Schönberg; 1925–1926)
- op. 29 Suita na klarnet piccolo, klarnet, basklarnet, skrzypce, altówkę, wiolonczelę i fortepian (1924–1926)
- op. 30 III kwartet smyczkowy (1927)
- op. 31 Wariacje na orkiestrę symfoniczną na temacie B-A-C-H; prawykonaniem dyrygował Wilhelm Furtwängler (1926–1928)
- op. 32 Von Heute auf Morgen (Z dziś na jutro), opera w 1 akcie według libretta Maxa Blondy (czyt. Gertrudy Schönberg, żony Arnolda; 1928–1929)
- op. 33a i 33 b (dwa) Utwory fortepianowe (odpowiednio: 1929 i 1931)
- op. 34 Begleitungsmusik zu einer Lichtspielszene (Muzyka towarzysząca filmowi); prawykonaniem dyrygował Otto Klemperer (1929–1930)
- op. 35 Sześć utworów na chór męski (tekst: Schönberg; 1929–1930)
- op. 36 Koncert skrzypcowy; prawykonanie prowadził Leopold Stokowski, a na skrzypcach grał Louis Krasner; utwór dedykowany Antonowi Webernowi (1934–1936)
- op. 37 IV kwartet smyczkowy (1936)
- op. 38 II symfonia kameralna es-moll na małą orkiestrę (1906–1908/1911/1916/1939)
  - op. 38b wersja na 2 fortepiany – 1942
- op. 39 Kol Nidre na recytatora (rabbiego), chór mieszany i orkiestrę g-moll (1938)
- op. 40 Variation on a Recitative D-dur (Wariacje na temat recytatywu) na organy (1941)
- op. 41 Ode to Napoleon Buonaparte na recytatora, kwartet smyczkowy i fortepian (Lord Byron; 1942); także wersja na recytatora, orkiestrę smyczkową i fortepian (1942), prawykonanie tejże prowadził Artur Rodziński
- op. 42 Koncert fortepianowy (1942); prawykonaniem dyrygował Stokowski
- op. 43a Temat z wariacjami na orkiestrę dętą blaszaną (1943)
  - op. 43b wersja na orkiestrę symfoniczną (1943), prawykonanie prowadził Siergiej Kusewicki
- op. 44 Preludium na chór mieszany i orkiestrę (tekst: Genesis; 1945) – pierwsza część kantaty Genesis (zob.), inne jej części napisali m.in. Aleksander Tansman, Darius Milhaud i Igor Strawinski, jedną z części miał napisać także Béla Bartók
- op. 45 Trio smyczkowe (1946)
- op. 46 Ocalały z Warszawy (A Survivor from Warsaw) na recytatora, chór męski i orkiestrę (tekst: kompozytor na podstawie relacji świadków likwidacji getta warszawskiego, 1947)
- op. 47 Fantazja na skrzypce i fortepian (1949)
- op. 48 Trzy pieśni na głos niski (do tekstu Jakoba Haringera; 1933)
- op. 49 Trzy pieśni ludowe na chór mieszany a cappella (1948)
- op. 50a Dreimal tausend Jahre na chór mieszany a cappella (tekst: Dagobert David Runes; 1948)
- op. 50b De Profundis na chór mieszany a cappella, dedykowany Izraelowi (Psalm CXXX; 1950)
- op. 50c Moderner Psalm na głos recytujący, chór mieszany i orkiestrę (tekst: kompozytor; 1950, nie ukończ.)

## Dzieła nieopusowane
Do ważniejszych dzieł, których jednak Schönberg nie uznał za istotne opusować, należą m.in.:
Gurre-Lieder – kantata na głosy solowe, chór i orkiestrę do tekstu Jensa Petera Jacobsena, opowiadająca o średniowiecznym królu Danii, Waldemarze IV (1900–1903/1910–1911)
Jakobsleiter (Drabina Jakubowa), oratorium na głosy solowe, chór i orkiestrę (1917–1921), nie ukończ. (1915–1922); prawykonaniem większej zachowanej części dyrygował Rafael Kubelík
Mojżesz i Aaron, opera w III aktach (1923–1937), 3. akt nie ukoncz.
Oprócz tego: juwenilia (pieśni, kwartety smyczkowe i in.), liczne kanony,

### Drobne utwory
do poprawy
|           | Adagio A-dur                                               | Utwór instrumentalny na harfę i zespół smyczkowy                               |
|           | Alliance Waltzer, for 2 violins                            | Duet skrzypcowy                                                                |
|           | Arnold Schönberg beglückwünscht herzlichst Concert Gebouw  | Kanon w pięciu częściach                                                       |
|           | Dass gestern eine Wespe Dich                               | Pieśń na głos i fortepian                                                      |
|           | Du kehrst mir den Rücken                                   | Pieśń na głos i fortepian                                                      |
|           | Eclogue: Duftreich ist die Erde                            | Pieśń na głos i fortepian                                                      |
|           | Ei du Lütte, partsong for male chorus                      | Pieśń na chór męski                                                            |
|           | Einsam bin ich und alleine                                 | Pieśń na głos i fortepian                                                      |
|           | Einst hat vor deines Vaters Haus                           | Pieśń na głos i fortepian                                                      |
|           | Es ist ein Flüstern in der Nacht                           | Pieśń na głos i fortepian                                                      |
|           | Friedlicher Abend senkt sich aufs Gefilde                  | Pieśń na chór                                                                  |
|           | Gedenken ("Es steht sein Bild noch immer da")              | Pieśń na głos i fortepian                                                      |
|           | Gott grüss dich Marie                                      | Pieśń na głos i fortepian                                                      |
|           | Ich grüne wie die Weide grünt                              | Pieśń na głos i fortepian                                                      |
|           | Im Fleiderbusch ein Vöglein sass                           | Pieśń na głos i fortepian                                                      |
|           | Juble, schöne junge Rose                                   | Pieśń na głos i fortepian                                                      |
|           | Klein Vögelein, du zwitscherst fein                        | Pieśń na głos i fortepian                                                      |
|           | Könnt ich je zu dir mein Licht                             | Pieśń na głos i fortepian                                                      |
|           | Lied der Schnitterin: Lass deine Sichel rauschen           | Pieśń na głos i fortepian                                                      |
|           | Mädchenlied: Sang ein Bettlerpärlein am Schenkentor        | Pieśń na głos i fortepian                                                      |
|           | Mannenbangen: Du musst nicht meinen                        | Pieśń na głos i fortepian                                                      |
|           | Mein Herz das ist ein tiefer Schacht                       | Pieśń na głos i fortepian                                                      |
|           | Mein Schatz ist wie ein Schacht                            | Pieśń na głos i fortepian                                                      |
|           | Nicht doch!: Mädel, lass das Stricken                      | Pieśń na głos i fortepian                                                      |
|           | Nur das thut mir so bitter weh                             | Pieśń na głos i fortepian                                                      |
|           | Der Pflanze, die dort über dem Abgrund                     | Pieśń na głos i fortepian                                                      |
|           | Dwa utwory                                                 | Duet fortepianowy                                                              |
|           | Presto c-moll                                              | Kwartet smyczkowy                                                              |
|           | Schilflied: Drüben geht die Sonne scheiden                 | Pieśń na głos i fortepian                                                      |
|           | Das schon die Maienzeit vorüber                            | Pieśń na głos i fortepian                                                      |
|           | Nocturne                                                   | Miniatura fortepianowa                                                         |
|           | Trzy pieśni bez słów                                       | Duet skrzypcowy                                                                |
|           | Sonnenschein Polka schnell                                 | Duet skrzypcowy                                                                |
|           | Bez tytułu d-moll                                          | Utwór na fortepian i skrzypce                                                  |
|           | Viel tausend Blümlein auf der Au                           | Utwór chóralny                                                                 |
|           | Vom meinen Steinen                                         | Kanon w czterech częściach                                                     |
|           | Waldesnacht: Waldesnacht, du Wunderkühle                   | 20th/21st Century Music for Voice and Keyboard                                 |
|           | Warum bist Du aufgewacht                                   | Pieśń na głos i fortepian                                                      |
|           | Das zerbrochene Krüglein                                   | Pieśń na głos i fortepian                                                      |
|           | Zweiffler: Du kleine bist so lieb und hold                 | Pieśń na głos i fortepian                                                      |
| 1893      | in heller Träumen hab ich Dich oft gesehen                 | Pieśń na głos i fortepian                                                      |
| 1895      | Vergissmeinnicht: War ein Blümlein wunderfein              | Pieśń na głos i fortepian                                                      |
| 1896      | Mädchenlied: in meinem Garten die Nelkin                   | Pieśń na głos i fortepian                                                      |
| 1896      | 6 utworów na fortepian na cztery ręce                      | Duet fortepianowy                                                              |
| 1896      | Sehnsucht: Als mein Auge sie fand                          | Pieśń na głos i fortepian                                                      |
| 1897      | Gawott i Musset                                            | Utwór na orkiestrę kameralną                                                   |
| 1897      | Mädchenfrühling: Aprilwind, alle Knospensong               | Pieśń na głos i fortepian                                                      |
| 1897      | Scherzo f-moll i Trio a-moll                               | Kwartet smyczkowy                                                              |
| 1897      | Kwartet smyczkowy D-dur                                    | Kwartet smyczkowy                                                              |
| 1899      | Die Beiden: Sie trug den Becher in der Hand                | Pieśń na głos i fortepian                                                      |
| 1900      | Gruss in die Ferne: Dunkelnd über den See                  | Pieśń na mezzosopran, baryton i fortepian                                      |
| 1900      | Brettl-Lieder                                              | Piosenka kabaretowa                                                            |
| 1903      | Deinem Blick zu mich bequemen                              | Pieśń na głos i fortepian                                                      |
| 1903–1904 | Sześć pieśni na orkiestrę                                  | Pieśń                                                                          |
| 1905      | O dass der Sinnen doch so viele sind                       | Kanon                                                                          |
| 1905      | Ein Stelldichein                                           | Utwór instrumentalny na obój, klarnet, fortepian, skrzypce i wiolonczela       |
| 1905      | Wenn der schwer Gedrückte klagt                            | Kanon, pieśń na głos i fortepian                                               |
| 1909      | Am Strande                                                 | Pieśń na głos i fortepian                                                      |
| 1910      | Trzy miniatury orkiestrowe                                 | Utwór orkiestralny                                                             |
| 1914      | Der Deutsche Michel                                        | Pieśń na chór męski                                                            |
| 1916      | Die eiserne Brigade (La brigade de fer)                    | Marsz                                                                          |
| 1918–1925 | Allein Gott in der Höh sei Ehr                             | Utwór wokalno-instrumentalny na chór, skrzypce, wiolonczele i fortepian        |
| 1921      | Weihnachtsmusik, for 2 violins, cello, piano, & harmonium  | Utwór na zespół instrumentalny (2 skrzypce, wiolonczela, fortepian i akordeon) |
| 1922      | Gerpa (temat i wariacje) f-moll                            | Utwór na zespół instrumentalny (2 skrzypce, róg i akordeon)                    |
| 1926      | Canon                                                      | Kanon                                                                          |
| 1926      | Wer mit der Welt laufen will                               | Kanon                                                                          |
| 1928      | Genossenschaft deutscher Tonsetzer                         | Kanon                                                                          |
| 1929      | Trzy piosenki ludowe na chór                               | Utwór chóralny                                                                 |
| 1931      | Spiegel kanon'                                             | Kanon                                                                          |
| 1931      | Dwa kanony                                                 | Kanon                                                                          |
| 1933      | Jedem geht es so                                           | Kanon                                                                          |
| 1933      | Mir auch ist es so ergangen                                | Kanon                                                                          |
| 1933      | Mirror canon                                               | Kanon                                                                          |
| 1933      | Mirror canon                                               | Kanon                                                                          |
| 1933      | Perpetual canon                                            | Kanon                                                                          |
| 1934      | Es ist so dumm                                             | Kanon                                                                          |
| 1934      | Puzzle canon                                               | Kanon                                                                          |
| 1934      | Puzzle canon                                               | Kanon                                                                          |
| 1934      | Puzzle canon                                               | Kanon                                                                          |
| 1934      | Suita G-dur                                                | Suita                                                                          |
| 1935      | Canon                                                      | Kanon                                                                          |
| 1935      | Man mag über Schönberg denken wie man will                 | Kanon                                                                          |
| 1935      | Mirror canon                                               | Kanon                                                                          |
| 1936      | Mirror canon                                               | Kanon                                                                          |
| 1938      | Double canon                                               | Kanon                                                                          |
| 1939      | Mr. Saunders I owe you thanks                              | Kanon                                                                          |
| 1941      | Sonata organowa                                            | Sonata                                                                         |
| 1943      | Mirror canon                                               | Kanon                                                                          |
| 1943      | Temat i wariacje na orkiestrę dętą                         | Utwór orkiestralny                                                             |
| 1945      | Double canon dla Thomasa Manna                             | Kanon                                                                          |
| 1945      | I am almost sure, when your nurse will change your diapers | Kanon                                                                          |
| 1948      | Trzy niemieckie piosenki ludowe                            | Utwór chóralny                                                                 |
| 1949      | Gravitationszentrum eigenen Sonnensystems                  | Kanon                                                                          |
| 1951      | Spiegle Dich im Werk                                       |                                                                                |